# 銃剣術

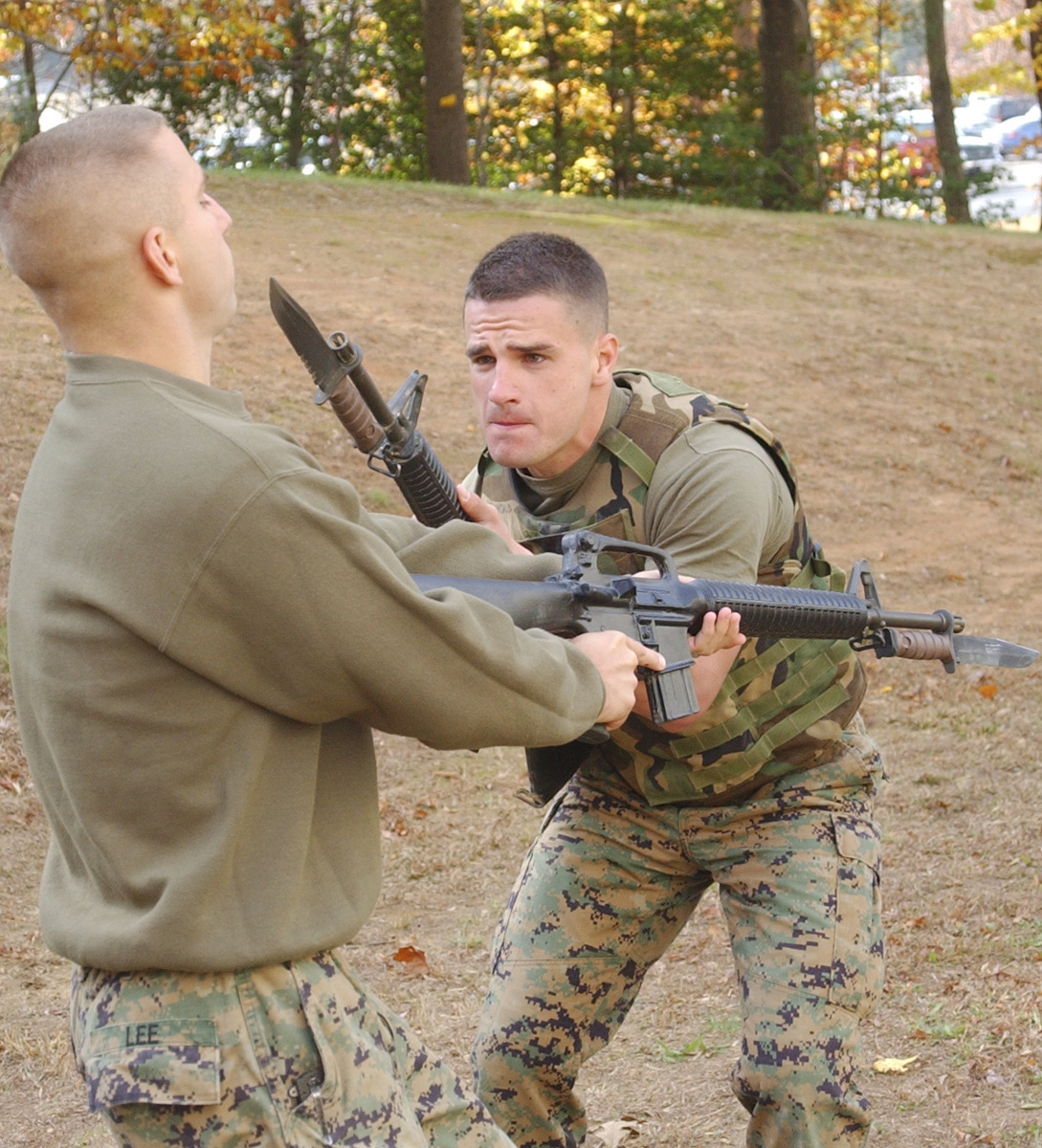
着剣した小銃で銃剣術を練習するアメリカ海兵隊員。銃剣が実物のOKC-3Sであるのに対し、小銃にはラバーダック（訓練用模擬銃）を用いている。

銃剣術（じゅうけんじゅつ）は、白兵戦・近接戦闘において、先端に銃剣を装着（着剣）した小銃を武器にして敵を殺傷する武術である。

## 概要
銃剣術の技は、刺突（突き）、斬撃（斬りつけ）、小銃の銃床（ストック、台尻）部分を利用した打撃が基本であるが、弾倉部分や銃全体での打撃、敵の銃剣攻撃をかわしたり敵の構えを崩す方法、敵に剣を刺突した直後に発砲や蹴りの反動を利用して引き抜くなどの技術もある。銃剣での刺突時、銃身に極力ストレスを加えないよう、正確にまっすぐ刺突して、より刃先が相手の肉体を貫通するよう十分に荷重をかけることを求められる。ただし、相手を突いた後は、銃身が多少曲がる場合があり、それにより銃の狙撃能力が落ちることがある。
銃剣は一見、万能に見えるが、銃剣を付けた状態での射撃はバランスの変化や銃身のたわみ、また、銃口から出る発射薬の燃焼ガスが銃剣に反射して弾丸に不均等な圧力を与えるなど、着剣していない状態に比べて命中率が低下するおそれがある。銃剣自体も、発射薬の燃焼ガスや燃えカスによって悪影響を受け得る。
軍隊の戦闘技術であるので実戦でのルールは無いが、訓練時には安全性の確保のため一定のルールが設けられ、使用可能な技や勝利条件が厳しく制限される。
日本での銃剣術は、日本武術の槍術をもととする技などに独自性のある日本式銃剣術とされ、剣術教範が改正されている。この日本軍の銃剣術を元に、戦後武道として競技化したものに銃剣道がある。
日本軍の銃剣術については、銃剣道#歴史を参照。

## 歴史と現状

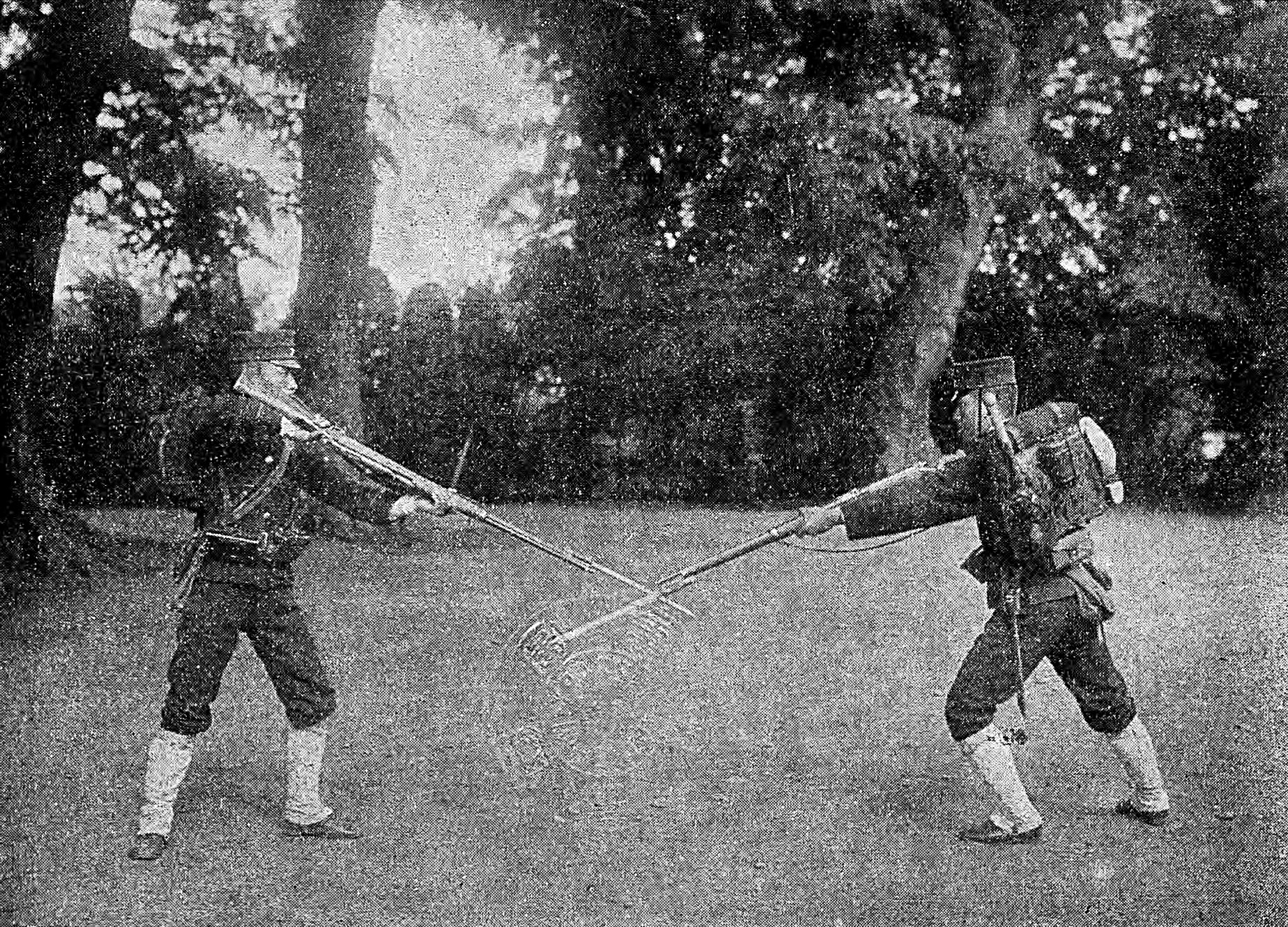
20世紀初頭の銃剣格闘訓練の様子（日本陸軍の三十年式歩兵銃、1903年頃）

かつて小銃の装弾数が少なかった時代は、銃剣術は重要な白兵戦技術だった。また、銃はいつでも撃てるものではなく、弾切れや火薬が湿気る、弾詰まり、不発、暴発、あるいは銃自体が壊れたり、整備不良や視界が悪い状況となることもある。そのような状況でも着剣していれば相手に対して威嚇効果が期待された。しかし、軍の火力が増大した第一次世界大戦においては、死傷者のうち銃剣による割合は1パーセントに満たなかったと言われる。
第二次世界大戦では、最も簡易な武器を取り扱う技術として敗戦色の濃くなった国で広く教えられた。イギリスではバトル・オブ・ブリテンの時期に鉄パイプの先端に銃剣の刃を溶接した簡易槍が作られ、これを支給された市民が銃剣術の訓練を受けた。この槍の長さは当時のイギリス軍の正式小銃と同じで、既存の銃剣術の訓練で扱えるように作られていた。第二次大戦末期に日本で行われた竹槍の訓練は、槍術ではなく日本式銃剣術を応用して行われた。
第二次大戦以降は、ハイテクや銃器、兵器の進歩によって、儀仗や体力練成以外での使用頻度がより少なくなり、現在では野戦において塹壕内に残った敵や藪に隠れた敵を掃討する場合、倒れた敵兵の死亡確認のため突く場合や、占領地の警備や捕虜の護送などで相手にプレッシャーを与えるために銃剣を装着して警備に当たる場合など、限定された局面のみでしか用いられなくなった。冷戦期に、フィリピン武術「カリ」に伝わる棒術の技をもとにした銃剣術を新たに制定したアメリカ海兵隊のように、銃剣術を重視している軍事組織もあるが、多くの軍事組織では銃剣術の訓練時間は大幅に減少した。
冷戦終結後の世界では、核戦争や国家総力戦の脅威は去ったものの、皮肉にも冷戦構造によって抑制されていた宗教や民族愛が他者への憎しみとなって解き放たれ、テロ、ゲリラなどの低強度紛争という新たな脅威が世界の安全保障を脅かすようになり、近接戦闘の技術力強化が求められるようになった。しかし、銃剣術については重要性はあまり高まっていない。アメリカ陸軍が銃剣術の訓練を廃止し、代わりに銃剣を手に持って格闘する訓練を開始したことは、その一例である。これは、屋内突入時に着剣していると銃剣が邪魔になるため近接戦闘が生起しやすい市街戦では銃剣を手で握って使用するほうが有利、近接戦闘が生起しやすい屋内や船舶内などでは銃剣を用いるスペースが無い場合が多いこと、室内戦では着剣機構が無いため銃剣を着剣できない短機関銃（サブマシンガン）が使用されることも多いこと、などによる。
ただし、近接戦闘で重視されない傾向があるとはいえ、野戦で小銃の動作不良（ジャム）や弾倉交換の必要が発生することは兵士にとって大きな不安であるため、後述のように装備が銃剣戦闘に不向きになりつつある傾向にもかかわらず、着剣機構を軍用小銃から完全に撤廃する動きは存在しない。
M16などのプラスチック製銃床は、木製銃床と異なり打撃攻撃に必要な強度を有していなかったが、現在では強度の改善が実施されている。また、近年登場したブルパップ方式の小銃は従来型の小銃に比べて、リーチが短い、弾倉が銃床に付属するため弾倉を用いた打撃攻撃ができない、銃床の付け根にくびれがなくつかみにくい、銃全体の重心が銃床寄りであるため斬りつけの際にモーメントが働かないなどの銃剣格闘上の不利がある。
大韓民国陸軍では、2011年から銃剣術教育の必要性を各師団長の判断に委ねることとし、2019年には、新兵の教育訓練課程から銃剣術の科目を除外することを正式に決定した。今後、銃剣術は突撃訓練など戦闘教育の一部として扱うようになる見込み。